# Alice Holbach

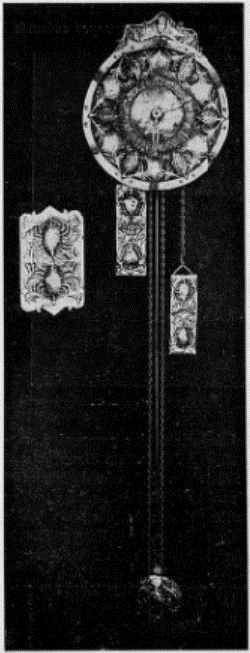
Alice Holbach, Horloge met kaardebol decoratie, Ca. 1899, gedreven koper.

Alice Holbach (Brussel, 1872 – 1951) was een Belgische kunstenaar en ontwerper. Ze is vooral bekend voor haar sier- en gebruiksobjecten in gedreven tin die ze samen met haar man Eugène Chanal maakte tijdens het interbellum.

## Biografie
Na haar kindertijd in een Brusselse burgerlijke familie trok Holbach in de jaren 1890 voor haar studies naar Engeland. Het was daar dat ze met de (edel)smeedkunst in contact kwam en metaal leerde bewerken.  
In 1899 en 1900 stelde ze samen met haar vriendin, collega en huisgenoot Jeanne De Brouckère (Brussel, 1887 – Hampstead 1945), verschillende toegepaste kunstobjecten tentoon op het jaarlijkse salon van het kunstenaarscollectief La Libre Esthétique in Brussel.  Het zou ook de Brouckère zijn geweest die Holbach inspireerde om met metaal aan de slag te gaan.  Tijdens deze periode waren beide kunstenaressen ook actief binnen de Association Artistique de Haute-Claire. Deze in 1896 door Armand Point opgerichte kunstenaarsvereniging kan op ideologisch en esthetisch vlak gezien worden als een Franse tegenhanger van de Engelse Arts & Crafts movement. Het atelier had ook contacten met symbolistische kunstenaars en schrijvers zoals Stuart Merril, Émile Verhaeren, Stéphane Mallermé en Joséphin Péladan.   
Kort na 1900 trok Alice Holbach samen met haar echtgenoot, de kunstenaar Eugène Chanal (Brussel, 1872 – 1925) naar Parijs. Hij was aanvankelijk schilder maar startte onder invloed van Alice Holbach ook met metaalbewerking. Het kunstenaarskoppel vestigde een atelier in de Parijse buitenwijk Clamart. Beiden presenteerden ze hun creaties in Parijse boetieks en op de Parijse salons. Ze namen bijvoorbeeld meermaals deel aan het Salon National des Beaux-Arts, het Salon des Indépendants en het Salon d’Automne. Ook op de internationale tentoonstelling van 1925 te Parijs, waren ze vertegenwoordigd. Ook na de dood van haar man in 1925 hield Alice Holbach, samen met meerdere werknemers, het atelier draaiende en ze stopte de productie van tinnen sierobjecten niet. Enkele jaren later werden hun producten aangeboden op de Utrechtse jaarbeurs van 1928. Ook dan nog blijft Holbach de kenmerkende dubbele signatuur “A. E. Chanal” gebruiken.   
Alice Holbach stierf in 1951 op 79-jarige leeftijd. 

## Werk

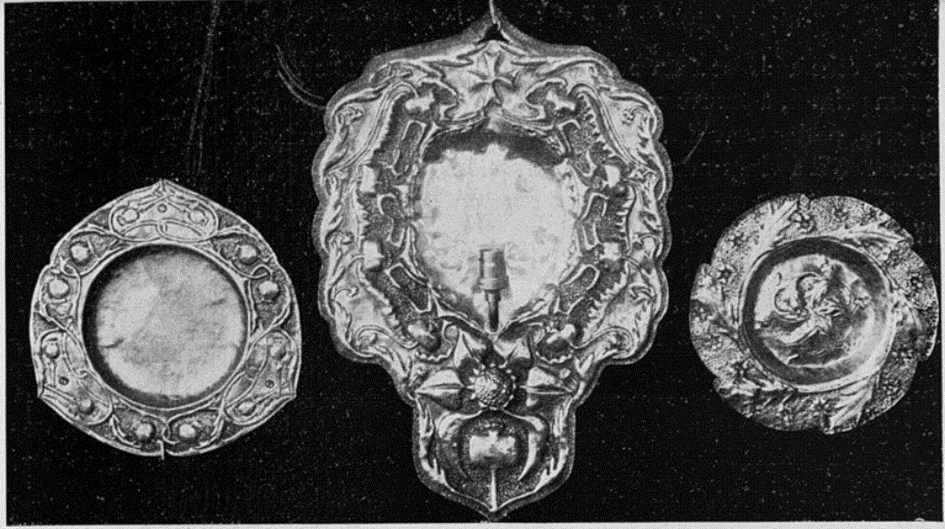
Alice Holbach, twee borden en een réflecteur, Ca. 1899, tin en gedreven koper.

In haar vroege carrière, omstreeks de eeuwwisseling, werkte Holbach vooral in gedreven koper, eventueel met toevoegingen in email. In mindere mate maakte ze ook gebruik van tin en zilver. Ze maakte sierobjecten zoals klokken, sierborden en deurbellen. Haar werk uit deze periode kan worden gerekend tot de art-nouveaustijl. Ze maakte vooral gebruik van door de natuur beïnvloede decoraties die plaats laten voor de ambachtelijke kwaliteiten van het gedreven koper. Een mooi voorbeeld is het ‘horloge’ dat ze in 1899 op het salon van la Libre Esthétique in Brussel tentoonstelde. In een bespreking van deze tentoonstelling in het Parijse kunsttijdschrift Revue des Arts Décoratifs wordt dit stuk afgebeeld en geprezen om zijn elegantie en warme kleur. Het stuk is vervaardigd uit gedreven koper en gedecoreerd met de kaardebol-plant.  Dit en ander werk uit deze periode straalt iets Middeleeuwse uit. In een bespreking van het La Libre Esthétique salon van 1900 in Le Journal des Bruxelles wordt een door Holbach gemaakte klok dan weer ‘Rembrantiaans’ genoemd.  Deze kenmerken sluiten aan bij de esthetica van het Atelier du Haute-Claire waar in Holbach toen actief was. De kunstenaars verbonden aan dit atelier haalden voornamelijk inspiratie uit de flora en fauna en de Franse middeleeuwen.  
Naast sier- en gebruiksvoorwerpen maakte Holbach ook draagbare juwelen, kettingen, gespen, kledinghaken en zomeer. Deze presenteerde ze onder andere van 1901 tot 1903 samen met vier andere juweelmakers, onder wie Edouard de Martilly en Charles Boutet de Monvel, op een jaarlijkse tentoonstelling in de Parijse galerij l’Art Moderne.
Tot aan de Eerste Wereldoorlog was koper hun voorkeursmateriaal. Doordat dit materiaal tijdens de oorlog werd opgeëist om obussen te vervaardigen, was het koppel verplicht om over te schakelen op tin. Blijkbaar beviel dit nieuwe materiaal hen en ze keerden nooit meer terug naar koper. Tijdens het interbellum bloeide hun atelier met een grote productie van tinnen sier- en gebruiksobjecten. Het kunstenaarskoppel maakte objecten die trouw bleven aan de art-nouveaustijl, maar produceerden ook werk dat eerder aansloot bij de nieuw opkomende art-deco stijl.  Deze meer gestileerde stijl is bijvoorbeeld goed zichtbaar in een vaas van de collectie van het Musée des Arts Décoratifs in Parijs (ivn.nr. 56293).